# Operation STOCKADE
Die Operation STOCKADE war von 1960 bis 1963 eine Operation des Security Service (MI5) und der Government Communications Headquarters (GCHQ), um die geheime Nachrichtenübertragung von der französischen Botschaft in London aufzuzeichnen und zu entziffern.

## Erste Ermittlungen
Ausgangspunkt der Unternehmung war der Auftrag des britischen Außenministeriums an die britischen Geheimdienste, Informationen über die Vorhaben der französischen Regierungsstellen bezüglich des beantragten Beitritts von Großbritannien zur Europäischen Wirtschaftsgemeinschaft zu beschaffen. Die ersten Untersuchungen der GCHQ ergaben, dass über zwei Arten der Übermittlung die Nachrichten an das französische Außenministerium gesendet wurden. Eine Übertragung fand über eine Fernschreibleitung statt, wobei eine weniger komplizierte Verschlüsselung (Codierung) der Nachrichten mit Hilfe einer Verschlüsselungsmaschine verwendet wurde. Die andere Übermittlung betraf Meldungen, die der französische Botschafter in London übermittelte und die in einem besonderen Verfahren besonders verschlüsselt wurden. Der Experte des GCHQ, Hugh Alexander, hielt es für möglich, die weniger komplizierten Nachrichten zu entziffern. Der stellvertretende Direktor der Forschungseinrichtungen der GCHQ, Josh Cooper, gab daraufhin die Erlaubnis für die Operation.

## Nachrichtenverbindungen der französischen Botschaft
Die technische Leitung der Operation lag in den Händen von Peter Wright, einem Wissenschaftler des MI5. Eine Untersuchung der Bauunterlagen bei der städtischen Behörde und der zuständigen Abteilung bei der Post ergab bei der Ermittlung der Lage der Postleitungen für Telefon und Fernschreiber den vermuteten Raum, wo die Verschlüsselung der Nachrichten erfolgen könnte. Um in das Gebäude und zu dem Verschlüsselungsraum zu gelangen, inszenierte die Post eine Störung der Telefonverbindungen für die französische Botschaft in der Palmer Street. Es wurde dabei ermittelt, dass in dem Verschlüsselungsraum sich kein Telefon befand, das zur Übertragung eines akustischen Signals hätte verwendet werden können. Die technischen Geräte wie der Fernschreiber und die Verschlüsselungsmaschine befanden sich in einem benachbarten Raum.

## Signalaufnahme
Um von den Postleitungen die Signale aufnehmen zu können, wurde in einer Kabelverteilung am Albert Gate ein Bauteil für eine Frequenzübertragung mit einem breiteren Spektrum eingebaut, die die Signale in einen Raum des Hyde Park Hotels am Hyde Park übertrug. Als Vorsichtsmaßnahme wurden in die Signalübermittlung Blockkondensatoren eingebaut, damit ein Signalrückfluss in die französische Botschaft nicht erfolgen konnte. Als erste Aktionen fand eine Überprüfung der aufgefangenen Frequenzen und ein Vergleich mit den Funksignalen aus der französischen Botschaft statt. Auf einem Fernschreiber im Hotel wurden die aufgefangenen Signale ausgedruckt. Mit einer einfachen Zeichentrennung von den nicht verschlüsselten Meldungen erhielt man die verschlüsselte Zeichenfolge. Bei der genauen Analyse der Zeichenfolge erkannte Wright, dass sich noch eine weitere Codierung in der Signalfolge befinden musste.

## Signaltrennung
Eine Überprüfung des Signalverlaufs ergab eindeutig, dass ein zweites Signal das stärkere aufgefangene überlagerte. Für diese Überlagerung, die ja aus einer örtlich benachbarten Quelle stammen musste, gab es nur eine Erklärung. Dieses Signal konnte nur das Übertragungssignal des streng geheimen, komplizierter verschlüsselten Signals des französischen Botschafters sein, das durch eine Wand auf die Fernschreibleitung mit übertragen wurde. Durch eine elektronische Feinregelung und Signalverstärkung gelang es, die beiden Frequenzüberlagerungen zu trennen und zu den eigentlichen Signalketten zu gelangen. Damit konnte die Entzifferung der Signalketten innerhalb einer Stunde erreicht werden, die unmittelbar an das britische Außenministerium weitergereicht wurden.

## Resultate der Operation
Während der annähernden Dauer von drei Jahren konnte der britische Geheimdienst jeden Schritt des französischen Botschafters und der französischen Regierung verfolgen, darunter auch Meldungen vom französischen Staatspräsidenten Charles de Gaulle. An die USA wurden auch Informationen weitergegeben, welche die französische Atomstreitmacht betrafen. Nach dieser äußerst erfolgreichen Operation führte der britische Geheimdienst gleichartige Operationen bei anderen Botschaften durch. Auch bei der deutschen Botschaft versuchte man, an die Nachrichtenübertragung zu gelangen. Nach vielfältigen Anstrengungen wurde aber diese Operation abgebrochen, weil keine befriedigenden Resultate erreichbar waren. Offenbar war die deutsche Verschlüsselungsmaschine hinreichend gegen eine Signalabstrahlung nach außen abgeschirmt.
Das FBI unternahm nach dem Vorbild dieser britischen Operation eine auf die französische Botschaft in Washington, D.C. Später äußerte Wright, dass solche Operationen eine begrenzte Auswirkung haben, weil diese nicht hinreichend in den Ablauf eines Prozesses eingreifen können.

## Referenzen
- Peter Wright, Paul Greengrass: Spycatcher. Victoria, New York 1987, ISBN 0-85561-098-0.
- TEMPEST Timeline. Cryptome.org (Operation des FBI gegen die französische Botschaft).
- Judson Knight: Engulf, Operation. Espionage Encyclopedia (Wright zur Erfolgsaussicht der Operation).